# 貞愛親王妃利子女王
貞愛親王妃利子女王（さだなるしんのうひ としこじょおう、1858年7月1日〈安政5年5月21日〉- 1927年〈昭和2年〉10月24日）は、伏見宮貞愛親王の妃。有栖川宮幟仁親王の四女で、母は家女房・森則子。

## 生涯
安政5年5月21日（1858年7月1日）、平安京（京都）にて誕生した。御七夜の儀で、父宮から「穗宮利子」（のぶのみやとしこ）の称号と名を与えられる。28日に、胞衣が今宮大神本社に納められる。
文久3年（1863年）3月3日、御髪置・御色直しの儀が行われる。同年10月2日、尾張藩主・徳川義宜と婚約。
元治元年3月28日、御木曾・御着袴の儀が行われる。
慶応4年（1868年）8月26日に正五位下に叙され、同月27日に京都御所で行われた明治天皇即位礼において、葉室光子と共に褰帳命婦を勤めた。翌明治5年、父宮と共に東京へ移住。
明治8年（1875年）11月26日、婚約者の徳川義宜が病没する。降嫁が無くなったため、義宜の父徳川慶勝から鏡餅に入れられた金2000円を贈進される。その後、利子女王は父宮幟仁親王とともに、義宜の墓前に花を手向けた。
明治9年（1876年）3月31日に伏見宮貞愛親王との縁組がまとまり、同年4月8日に勅許される。同年9月2日に納采の儀を執り行った後、9月24日に日枝神社・深川八幡宮を、10月2日に平河天神を参拝した。同年10月6日に結婚し、翌7日に夫妻で参内した。貞愛親王にはすでに十代のときに側女との間に儲けた子（博恭王）があった。
貞愛親王との間には、明治13年（1880年）3月18日に邦芳王を、翌明治14年（1881年）10月6日に昭徳王の2男を産んだ。なお、貞愛親王は、側室との間に1男1女（計3男1女）がある。しかし昭徳王は明治16年（1883年）2月6日に薨去した。
昭徳王が幼くして夭折したことは、利子女王に深い悲しみを与え、以来「憂鬱に沈み給ひし」状態だった。明治20年（1887年）に来日したオットマール・フォン・モールは、同年5月に利子女王と初めて会った際に、のちに激しくなった精神錯乱の兆しがすでにあったと記している。やがて邦芳王も「不治の病」となると、利子女王は心痛によって「脳の病」を発症し、公の場に姿を見せることもできなくなった。
日露戦争の際には、悪徳業者の不正行為のために兵士たちの休暇中の宿泊先が粗末であることを知り、宮邸に70名余りを宿泊させ、利子女王自身も兵士達をもてなした。
大正12年（1923年）2月4日に貞愛親王が薨去。利子女王は、翌年脳溢血を患ったが、精神状態はかえって安定した。大正14年（1925年）に紀尾井町の伏見宮邸を出て、以降は豊多摩郡中野町の中野別邸に隠棲する。腎盂腎炎に肺炎を併発して高熱が続き、昭和2年（1927年）10月24日午後7時45分に薨去した。11月2日に斂葬の儀が豊島岡墓地で執り行われた。

## 人物像

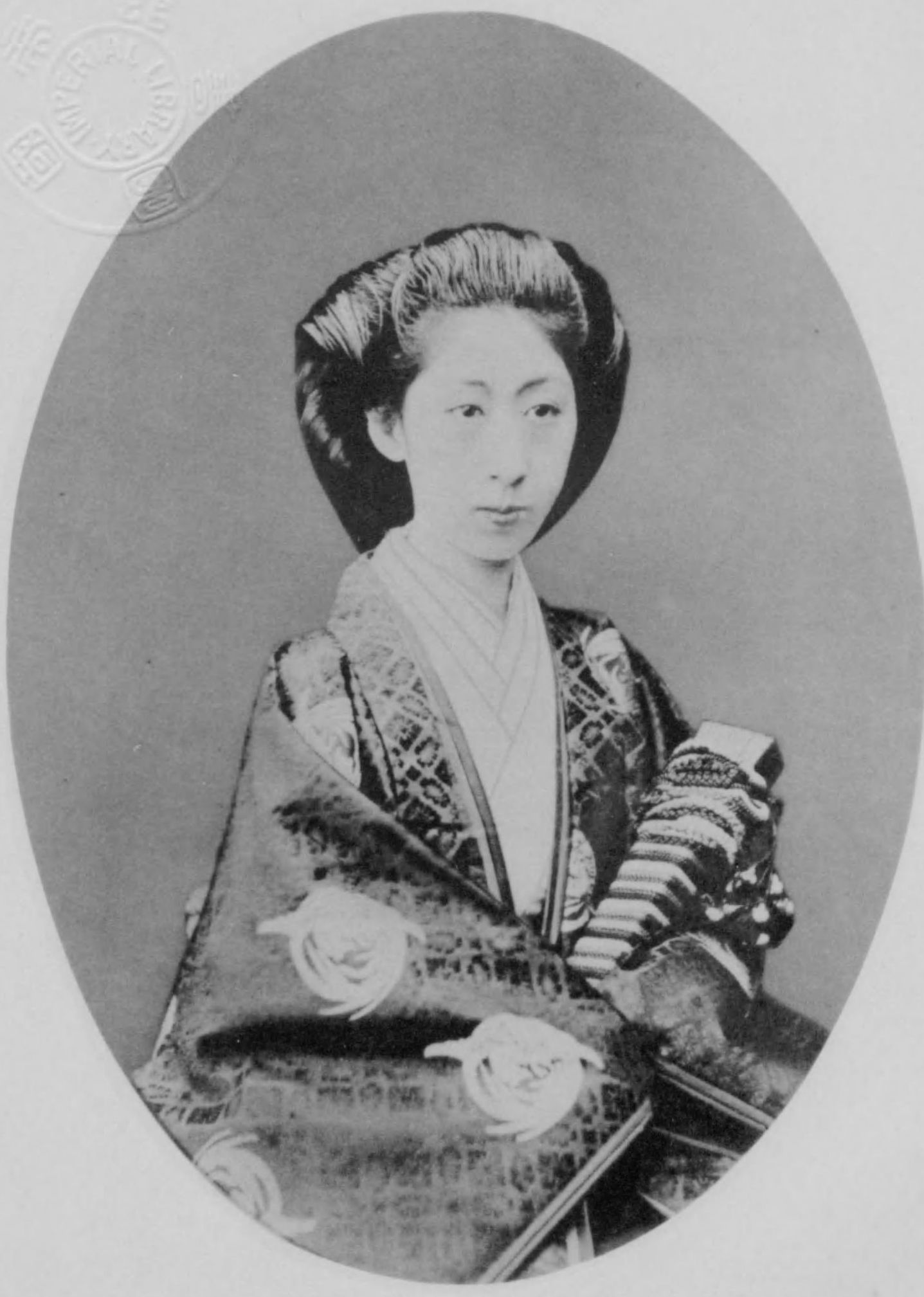
撮影時期不明

教養豊かな女性で、書や和歌を得意としただけでなく、箏曲、三味線、華道、茶道を嗜んでいた。また、手工芸を最も好み、作品を側近らにも下賜していた。

## 栄典
勲章等
| 受章年                    | 略綬 | 勲章名                 | 備考 |
| ------------------------- | ---- | ---------------------- | ---- |
| 1888年（明治21年）11月1日 |      | 勲一等宝冠章           |      |
| 1890年（明治23年）5月22日 |      | 日本赤十字社名誉社員章 |      |